# 六都市同盟
六都市同盟（Oberlausitzer Sechsstädtebund, ポーランド語 Związek Sześciu Miast, 英語 the League of six towns of Upper Lusatia, フランス語 l'Union des Six Villes de Haute-Lusace）は、ラウジッツ・シレジア地方にまたがって存在した都市同盟のひとつ。

## 加盟都市
- バウツェン Bautzen（ソルブ語・ポーランド語名ブディシン）
- ツィッタウ Zittau（ソルブ語・ポーランド語名ジタヴァ Žitava/Żytawa）
- ゲルリッツ Görlitz（ソルブ語名ズホリェルツ Zhorjelc）とズゴジェレツ Zgorzelec（現在ポーランド領）
- カーメンツ Kamenz（ソルブ語名カミェンツ Kamjenc）
- レーバウ Löbau（現在ポーランド領ルビニェツ Lubiniec、ソルブ語名ルビー Lubij）
- ラウバン Lauban （現在ポーランド領ルバニ Lubań）